# Walter Dalgal
Walter Dalgal, né le 24 juin 1954 à Charleroi, est un coureur cycliste italien. Professionnel de 1976 à 1989, il a remporté le Grand Prix de Wallonie en 1981 et la Course des raisins en 1983.
Il a ensuite dirigé l'équipe SEFB de 1989 à 1991.

## Palmarès
- 1977
  - 2e du Trèfle à Quatre Feuilles
  - 2e du Circuit de la région linière
  - 2e du Circuit des frontières
- 1978
  - 3e de la Course des raisins
  - 3e de la Gullegem Koerse
- 1979
  - Flèche de Liedekerke
  - 2e de Bruxelles-Ingooigem
  - 3e du Circuit des bords flamands de l'Escaut
- 1981
  - Grand Prix de Wallonie
  - 2e du Circuit du Tournaisis
  - 2e du Circuit de Niel
  - 2e de la Flèche halloise
  - 2e du Grand Prix Marcel Kint
  - 3e du Grand Prix de la ville de Vilvorde
- 1982
  - 3e de la Course des raisins
- 1983
  - Course des raisins
  - 2e du Grand Prix de Hannut
  - 3e du Grand Prix Beeckman-De Caluwé
- 1984
  - Cronostaffetta Alba Adriatica (contre-la-montre par équipes)
  - 3e de Binche-Tournai-Binche
- 1986
  - 3e de Binche-Tournai-Binche
- 1987
  - 3e du Grand Prix d'Isbergues
- 1988
  - 2e du Grand Prix de la Ville de Rennes
- 1989
  - 2e du Grand Prix de la Ville de Rennes
  - 3e du Grand Prix Beeckman-De Caluwé

## Résultats sur les grands tours

### Tour d'Espagne
3 participations 
- 1978 : abandon (4e étape)
- 1984 : 71e
- 1988 : abandon (15e étape)

### Tour d'Italie
1 participation 
- 1985 : 96e